# Stichting Experimentele Landbouw
De Stichting Experimentele Landbouw (SEL) is een Surinaams staatsbedrijf.
De SEL werd op 30 maart 1955 opgericht met het doel om landbouw-economisch en -technisch onderzoek voor Surinaamse bedrijven te verrichten en duurzamere landbouw te faciliteren. Sindsdien hield ze zich onder meer bezig met de verbetering van rassen van landbouwgewassen en vee en het voorkomen en bestrijden van ziekten en plagen. Ook testte ze de werking van innovatieve teeltechnieken.
In 2010 was ze een van de verlieslatende overheidsbedrijven die werden ondergebracht in het staats-investeringsbedrijf Investment & Development Corporation Suriname (IDCS), waarmee ze op de nominatie kwam te staan om te worden verkocht. IDCS werd echter in 2017 weer opgeheven.
In augustus 2020 stelde minister Prahlad Sewdien van Landbouw, Veeteelt en Visserij een nieuw bestuur bij de SEL aan dat de opdracht kreeg de te inventariseren welke arealen ze in eigendom heeft en welke studies en projecten er zijn uitgevoerd.